# Copa da Liga Francesa de 2018–19
A Copa da Liga Francesa de 2018–19 está sendo a 25ª edição dessa competição francesa de futebol organizada pela LFP, iniciada em 14 de agosto de 2018, com seu término em 30 de março de 2019.
O Paris Saint-Germain é o atual campeão após conquistar a taça na temporada anterior, com uma vitória por 3 a 0 sobre o Monaco, mas foi eliminado nas quartas-de-final, após uma derrota em casa por 2 a 1 contra ao Guingamp.

## Participantes
| Competição | Equipes            | Equipes                | Equipes             | Equipes         |
| ---------- | ------------------ | ---------------------- | ------------------- | --------------- |
| Ligue 1    | Amiens             | Angers                 | Bordeaux            | Caen            |
| Ligue 1    | Dijon              | Guingamp               | Lille               | Lyon            |
| Ligue 1    | Monaco             | Montpellier            | Nantes              | Nice            |
| Ligue 1    | Nîmes Olympique    | Olympique de Marseille | Paris Saint-Germain | Rennes          |
| Ligue 1    | Saint-Étienne      | Reims                  | Strasbourg          | Toulouse        |
| Ligue 2    | AC Ajaccio         | Auxerre                | Brest               | Béziers         |
| Ligue 2    | Chamois Niortais   | Châteauroux            | Clermont Foot 63    | Gazélec Ajaccio |
| Ligue 2    | Grenoble Foot 38   | Le Havre               | Lorient             | Metz            |
| Ligue 2    | Nancy              | US Orléans             | Paris FC            | Lens            |
| Ligue 2    | Red Star FC        | Sochaux                | Troyes              | Valenciennes    |
| National   | Bourg-en-Bresse 01 | Nancy                  | Stade Lavallois     | Tours           |

## Fases iniciais

### Primeira rodada
A primeira rodada foi disputada por 24 equipes, em partida única. As partidas foram disputadas em 14 de agosto de 2018.
Em negrito os times classificados.
| Equipe 1        | Resultado     | Equipe 2           |
| --------------- | ------------- | ------------------ |
| Tours           | 0–1           | Lens               |
| Le Havre        | 2–0           | Bourg-en-Bresse 01 |
| Stade Lavallois | 0–3           | Clermont Foot 63   |
| Nancy           | 1–0           | Red Star FC        |
| Metz            | 2–1           | Grenoble Foot 38   |
| Sochaux         | 1–1 (3–4 pen) | Brest              |
| US Quevilly     | 1–2           | Troyes             |
| Paris FC        | 0–0 (3–4 pen) | AC Ajaccio         |
| Châteauroux     | 1–0           | Chamois Niortais   |
| US Orléans      | 1–1 (6–5 pen) | AS Béziers         |
| Auxerre         | 3–1           | Gazélec Ajaccio    |
| Valenciennes    | 0–1           | Lorient            |

### Segunda rodada
A segunda rodada foi disputada por 12 equipes, em partida única. As partidas foram disputadas em 28 agosto de 2018.
Em negrito os times classificados.
| Equipe 1   | Resultado     | Equipe 2         |
| ---------- | ------------- | ---------------- |
| AC Ajaccio | 0–1           | Lorient          |
| Le Havre   | 3–3 (6–5 pen) | Brest            |
| Nancy      | 1–1 (3–5 pen) | US Orléans       |
| Auxerre    | 2–1           | Châteauroux      |
| Troyes     | 3–1           | Clermont Foot 63 |
| Lens       | 1–1 (3–5 pen) | Metz             |

## Fase final

### Fase de 16-avos
As partidas foram disputadas em 30 e 31 de outubro de 2018.
Em negrito os times classificados.
| Equipe 1        | Resultado     | Equipe 2      |
| --------------- | ------------- | ------------- |
| Montpellier     | 0–3           | Nantes        |
| Strasbourg      | 2–0           | Lille         |
| Nice            | 3–2           | Auxerre       |
| Metz            | 1–2           | Amiens        |
| Le Havre        | 2–0           | Troyes        |
| Toulouse        | 0–1           | Lorient       |
| Guingamp        | 0–0 (3–2 pen) | Angers        |
| Dijon           | 3–1           | Caen          |
| Reims           | 1–1 (2–3 pen) | US Orléans    |
| Nîmes Olympique | 1–1 (4–2 pen) | Saint-Étienne |

### Oitavas de final
As partidas foram disputadas em 18 e 19 de dezembro de 2018.
Em negrito os times classificados.
| Equipe 1               | Resultado     | Equipe 2            |
| ---------------------- | ------------- | ------------------- |
| US Orléans             | 1–2           | Paris Saint-Germain |
| Amiens                 | 2–3           | Lyon                |
| Olympique de Marseille | 1–1 (2–4 pen) | Strasbourg          |
| Nice                   | 0–0 (1–3 pen) | Guingamp            |
| Monaco                 | 1–0           | Lorient             |
| Rennes                 | 2–1           | Nantes              |
| Dijon                  | 0–1           | Bordeaux            |
| Le Havre               | 2–1           | Nîmes Olympique     |

### Quartas de final
As partidas foram disputadas em 8 e 9 de janeiro de 2019.
Em negrito os times classificados.
| Equipe 1            | Resultado     | Equipe 2   |
| ------------------- | ------------- | ---------- |
| Lyon                | 1–2           | Strasbourg |
| Monaco              | 1–1 (8–7 pen) | Rennes     |
| Bordeaux            | 1–0           | Le Havre   |
| Paris Saint-Germain | 1–2           | Guingamp   |

### Semifinais
As partidas serão disputadas em 29 e 30 de janeiro de 2019.
| Equipe 1   | Resultado     | Equipe 2 |
| ---------- | ------------- | -------- |
| Guingamp   | 2–2 (5–4 pen) | Monaco   |
| Strasbourg | 3–2           | Bordeaux |

### Final
| 30 de março de 2019 | Guingamp | 0(1–4 pen)0 | Strasbourg |                            |
|                     |          |             |            | Árbitro: FRA Benoit Millot |

## Premiação
| Copa da Liga Francesa de 2018–19 |
| França                           |
| -------------------------------- |
| Strasbourg Campeão (4º título)   |

## Artilheiros
Atualizado 19 de janeiro de 2019.
| Pos. | Jogador              | Equipe           | Gols |
| ---- | -------------------- | ---------------- | ---- |
| 1    | Mons Bassouamina     | Nancy            | 2    |
| 1    | Mathias Autret       | Brest            | 2    |
| 1    | Bertrand Traoré      | Lyon             | 2    |
| 1    | Majeed Waris         | Nantes           | 2    |
| 1    | Mathias Pereira Lage | Clermont Foot 63 | 2    |
| 1    | Daniel Mancini       | Auxerre          | 2    |
| 1    | Wesley Saïd          | Dijon            | 2    |
| 1    | Alimami Gory         | Le Havre         | 2    |
| 1    | Alexandre Bonnet     | Le Havre         | 2    |
| 1    | Jamal Thiare         | Le Havre         | 2    |
| 1    | Rémi Walter          | Nice             | 2    |
| 1    | Ibrahima Niane       | Metz             | 2    |